# Rõuge (község)
Rõuge község község Észtországban, Võrumaa megye délnyugati részén. A községet Tiit Toots polgármester vezeti. A község lakossága 2016. január elsején 2213 fő volt, amely 263,7 km²-es területét tekintve 8,4 fő/km² népsűrűséget jelent.

## Földrajza
Rõuge községet délről Lettország, délnyugatról Varstu község, nyugatról Antsla község, északnyugatról Sõmerpalu község, északról Võru község, keletről Haanja község határolja.

## Közigazgatási beosztás

### Város
- Rõuge

### Falvak
Rõuge község területéhez 108 falu tartozik: Aabra, Ahitsa, Augli, Haabsilla, Haki, Hallimäe, Handimiku, Hansi, Hapsu, Heedu, Heibri, Hinu, Horsa, Hotõmäe, Hurda, Härämäe, Jaanipeebu, Jugu, Järvekülä, Järvepalu, Kadõni, Kahru, Kaku, Kaluka, Karaski, Karba, Kaugu, Kavõldi, Kellämäe, Kiidi, Kogrõ, Kokõ, Kokõjüri, Kokõmäe, Kolga, Kuklasõ, Kurgjärve, Kurvitsa, Kuuda, Kähri, Kängsepä, Laossaarõ, Lauri, Liivakupalu, Listaku, Lutika, Lükkä, Matsi, Mikita, Muduri, Muhkamõtsa, Muna, Murdõmäe, Mustahamba, Mõõlu, Märdi, Möldri, Nilbõ, Nogu, Nursi, Ortumäe, Paaburissa, Paeboja, Petrakuudi, Pugõstu, Pulli, Põdra, Põru, Pärlijõe, Püssä, Rasva, Raudsepä, Rebäse, Rebäsemõisa, Riitsilla, Ristemäe, Roobi, Ruuksu, Saarlasõ, Sadramõtsa, Saki, Sandisuu, Savioru, Sika, Sikalaanõ, Simmuli, Soekõrdsi, Soemõisa, Soomõoru, Suurõ-Ruuga, Sänna (Sännä), Tallima, Taudsa, Tialasõ, Tiidu, Tilgu, Tindi, Toodsi, Tsirgupalu, Tsutsu, Tüütsi, Udsali, Utessuu, Vadsa, Vanamõisa, Viitina, Viliksaarõ, valamint Väiku-Ruuga.

## Képek

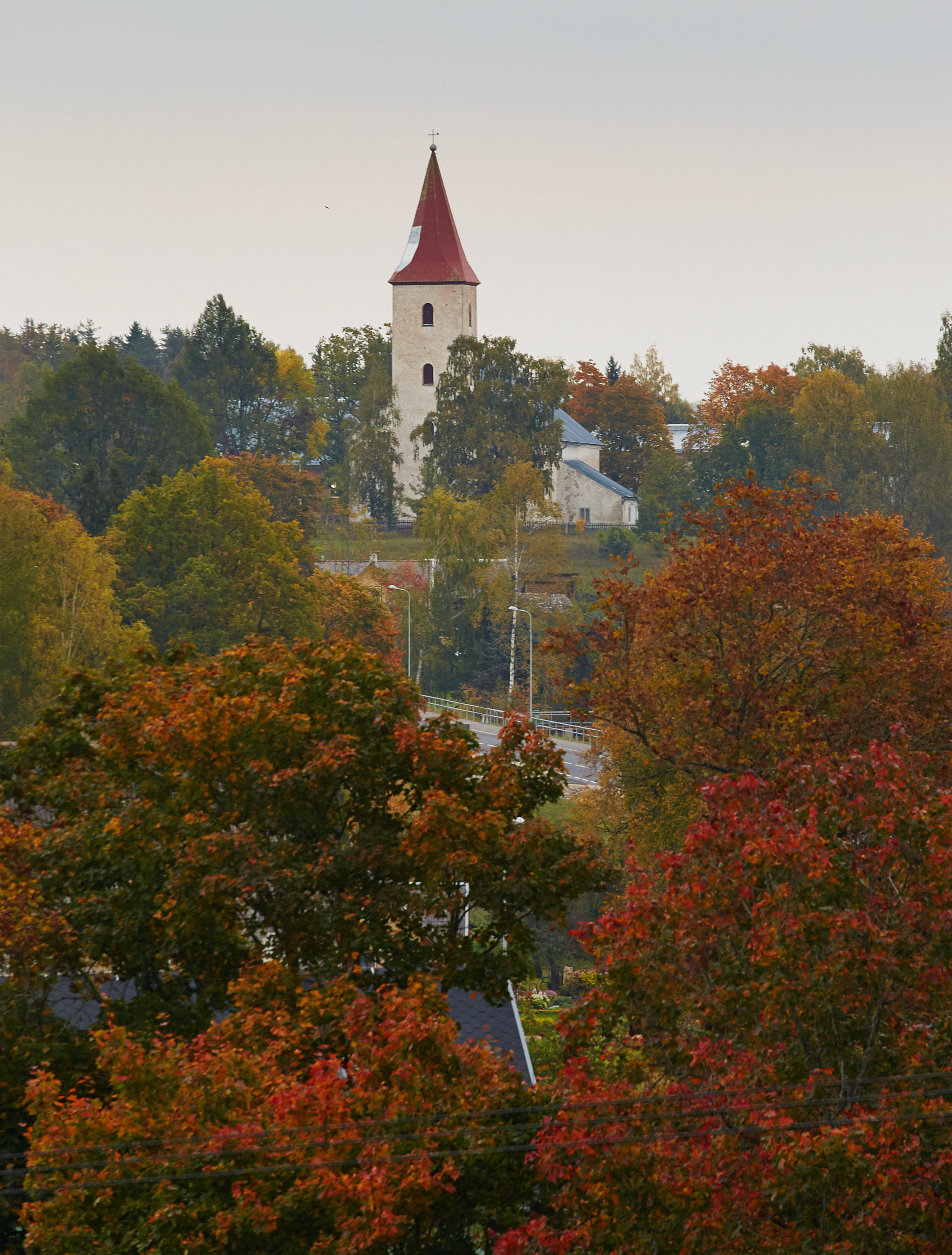
Rõuge temploma
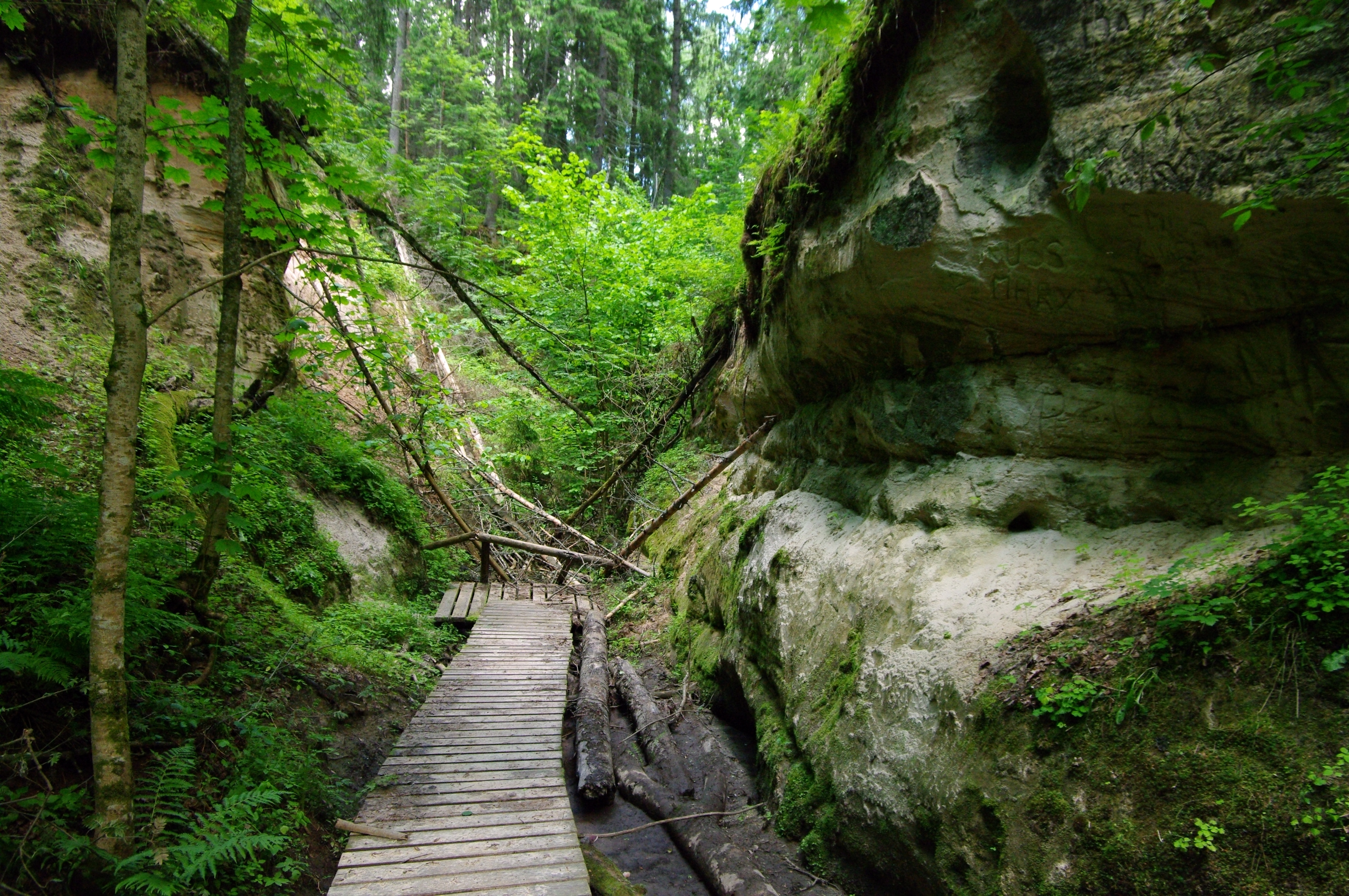
A Hinni-kanyon
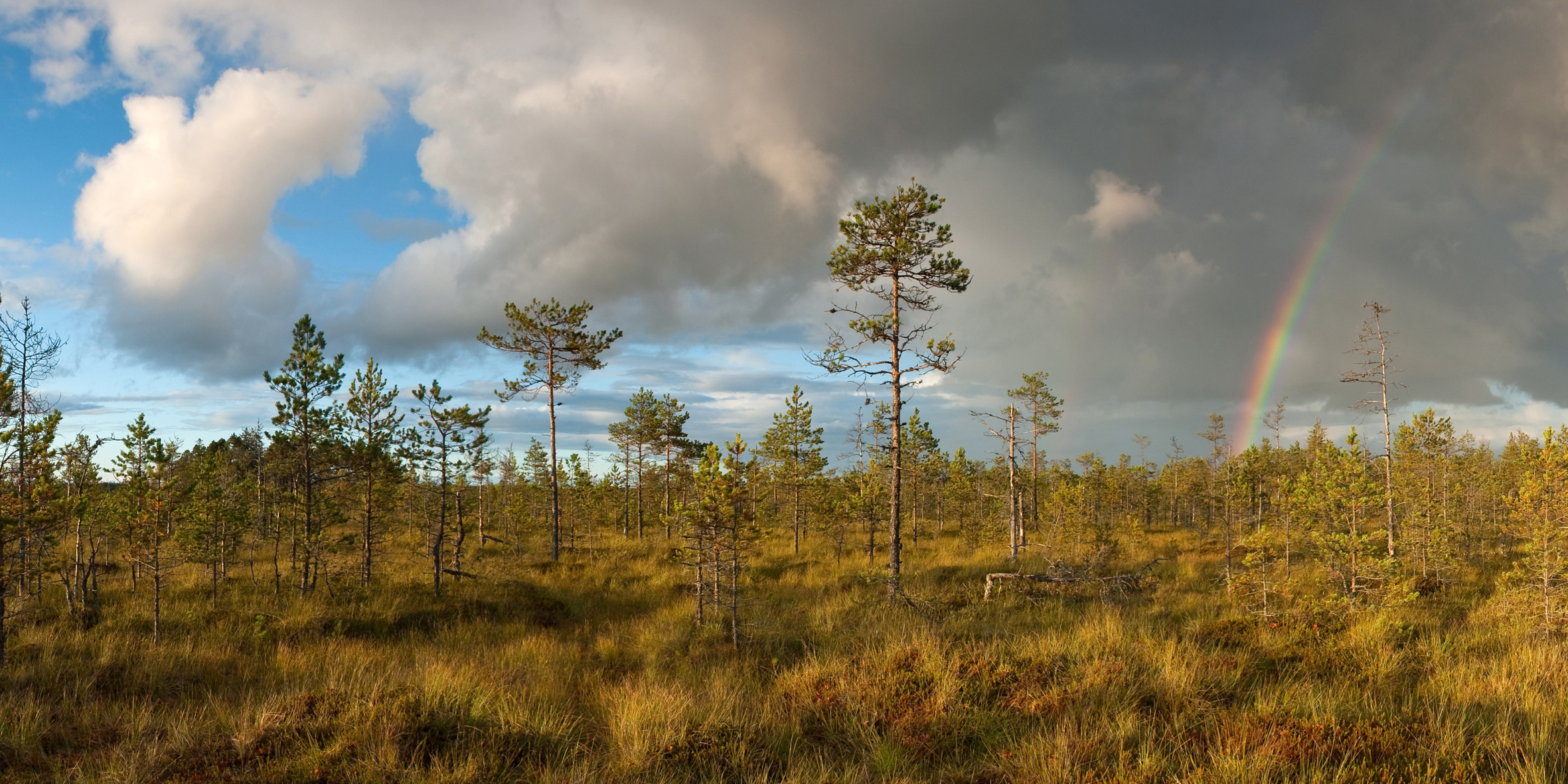
A Luhasoo láp
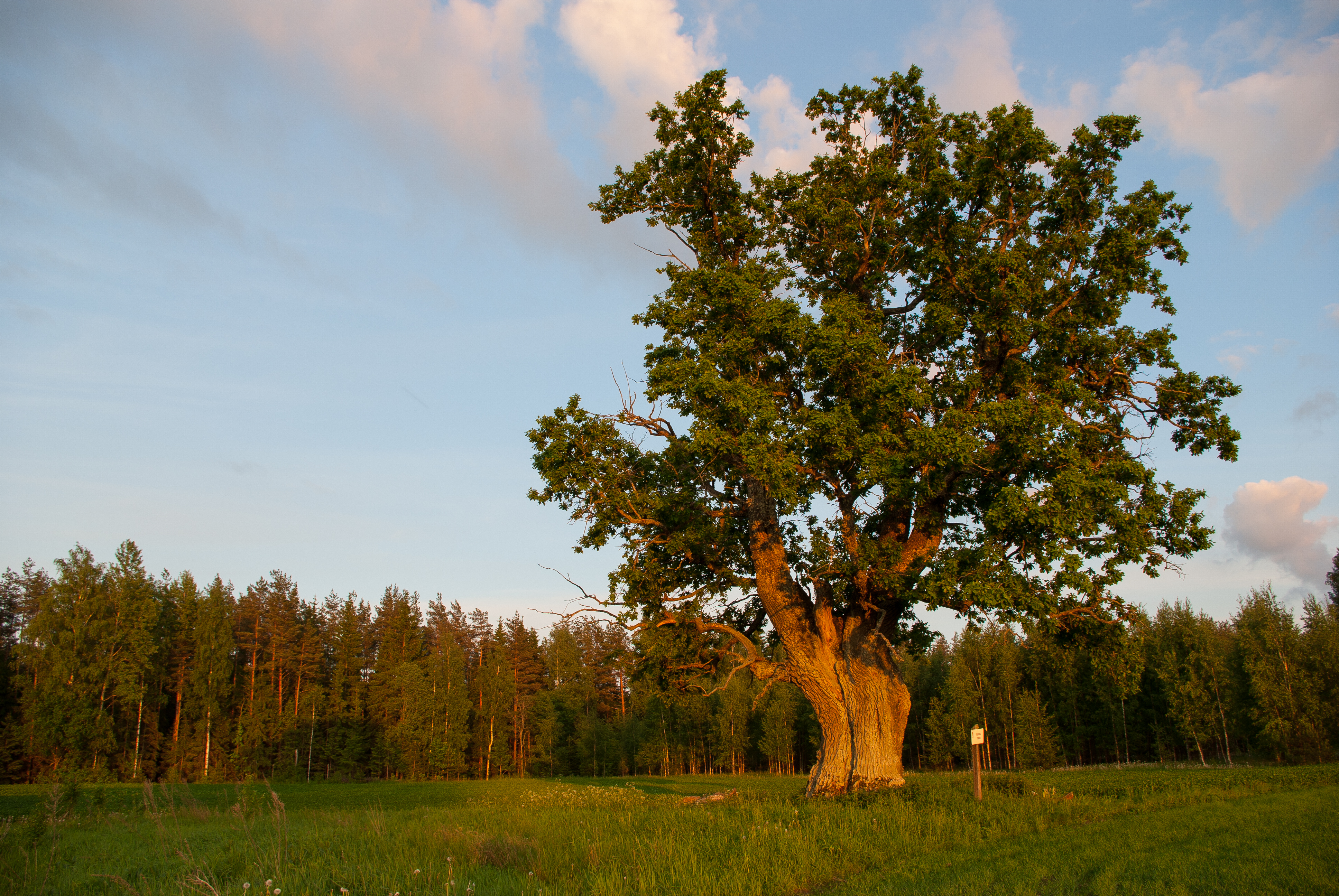
A Ruugai-tölgy Väiku-Ruuga faluban
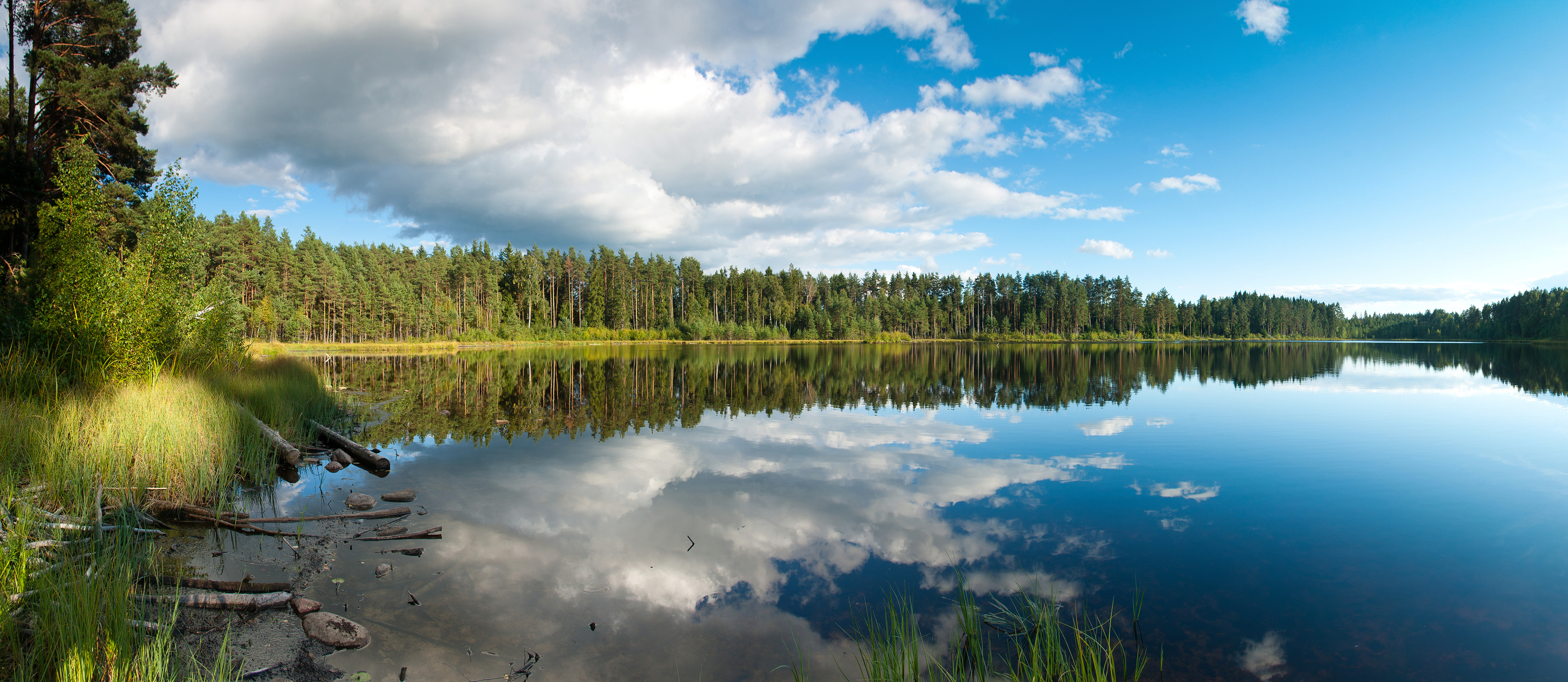
Ahitsõ-tó
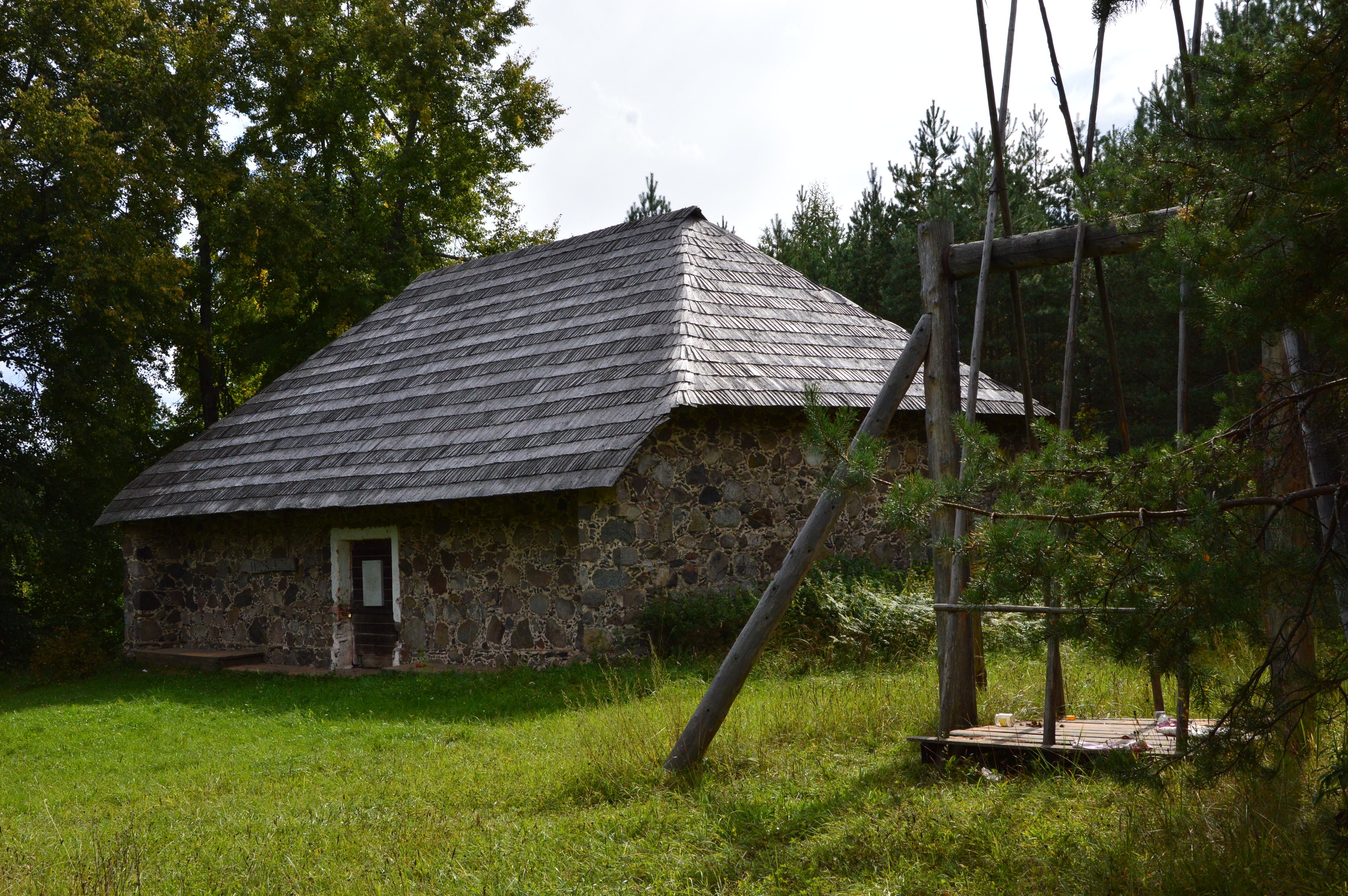
A Nursi magasiait
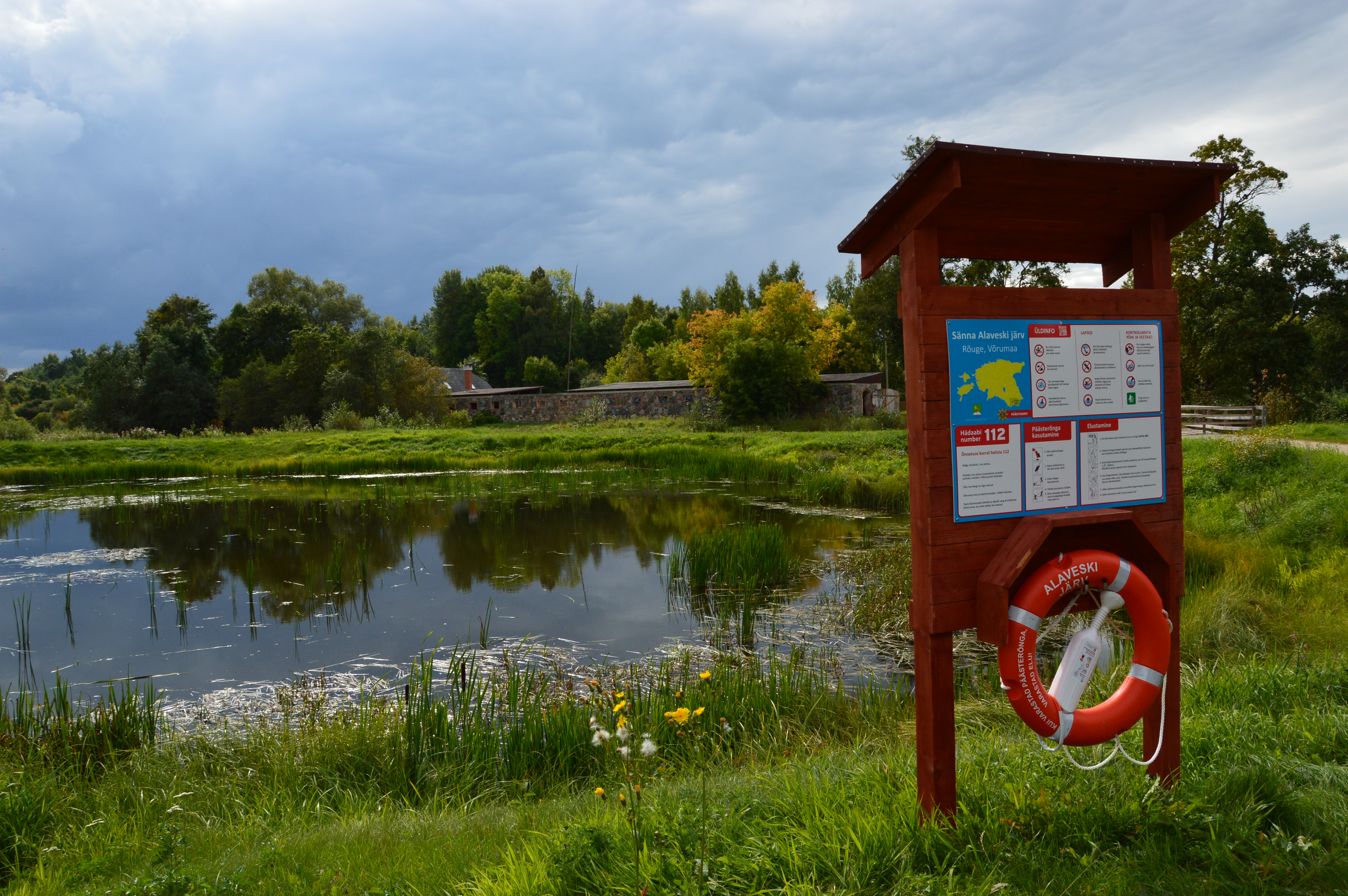
A Sänna Alaveski-tó víztározó
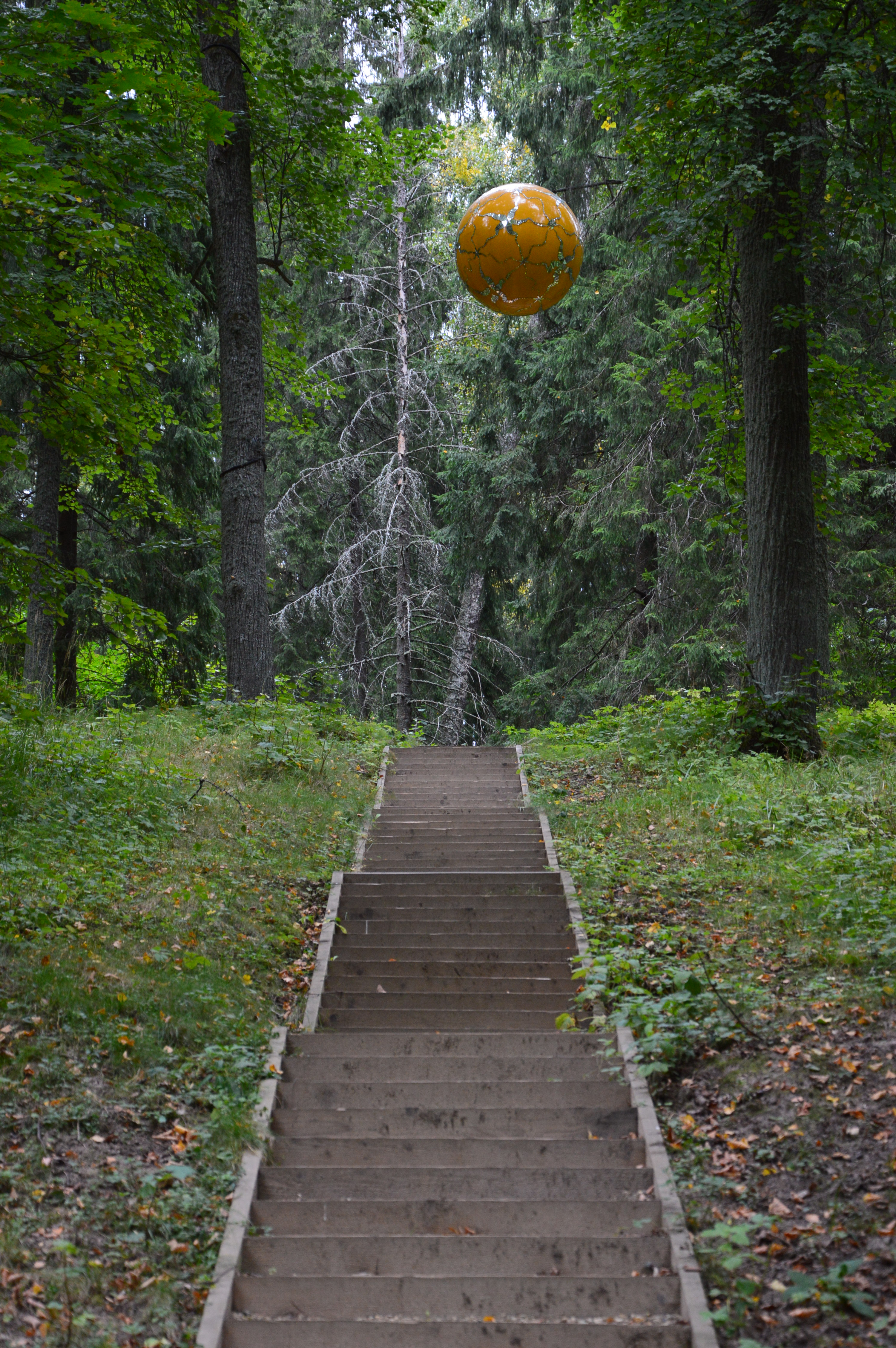
A Sänna természetvédelmi terület
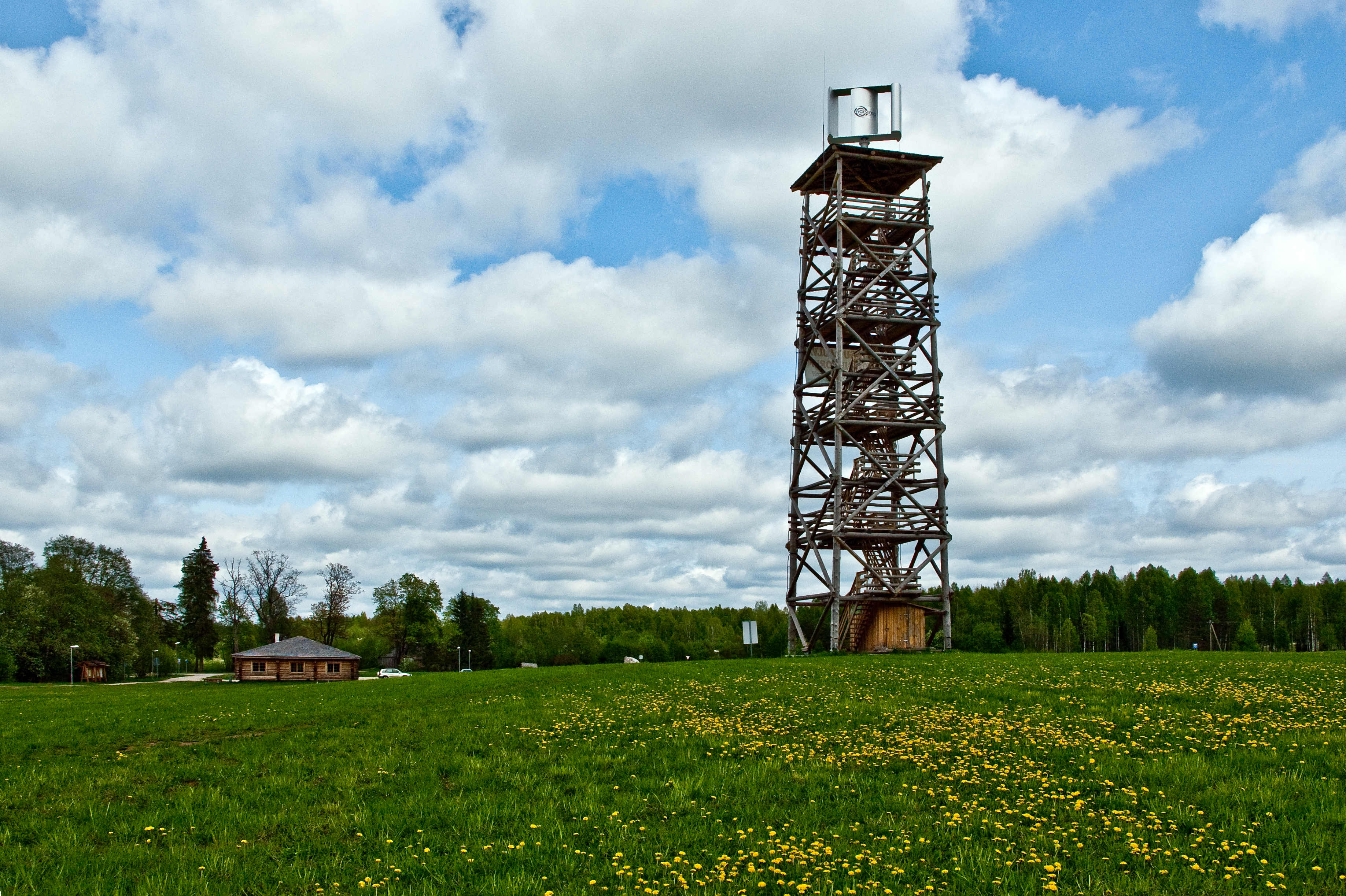
A korábbi Ööbikuorg kilátó, 2016-ban új kilátó épült a helyén

## Fordítás
Ez a szócikk részben vagy egészben  a   Rõuge vald című észt Wikipédia-szócikk ezen változatának fordításán alapul.  Az eredeti cikk szerkesztőit annak laptörténete sorolja fel. Ez a jelzés csupán a megfogalmazás eredetét és a szerzői jogokat jelzi, nem szolgál a cikkben szereplő információk forrásmegjelöléseként.